# Milium
Milium là một chi thực vật có hoa trong họ Hòa thảo (Poaceae).

## Loài
Chi Milium gồm các loài: